# Liste der Hochhäuser in Mississippi
In der Liste der Hochhäuser in Mississippi werden die Hochhäuser im US-Bundesstaat Mississippi ab einer strukturellen Höhe von 60 Metern aufgezählt. Das bedeutet die Höhe bis zum höchsten Punkt des Gebäudes ohne Antenne.

## Auflistung der Hochhäuser nach Höhe
| Nr. | Name                                  | Stadt        | Höhe    | Etagen | Baujahr | Status |
| --- | ------------------------------------- | ------------ | ------- | ------ | ------- | ------ |
| 1.  | Beau Rivage Casino Hotel              | Biloxi       | 105,5 m | 32     | 1999    | Erbaut |
| 2.  | Imperial Palace Casino Hotel          | Biloxi       | 102,1 m | 32     | 1998    | Erbaut |
| 3.  | Regions Plaza                         | Jackson      | 96,9 m  | 22     | 1975    | Erbaut |
| 4.  | Gold Strike Casino Hotel              | Tunica       | 96,6 m  | 31     | 1998    | Erbaut |
| 5.  | Golden Moon Resort and Casino         | Philadelphia | 94,5 m  | 22     | 2002    | Erbaut |
| 6.  | Beau View Towers I                    | Biloxi       | 83,2 m  | 22     | 2005    | Erbaut |
| 7.  | Walter Sillers State Office Building  | Jackson      | 81,8 m  | 20     | 1972    | Erbaut |
| 8.  | Island View Casino Resort Hotel       | Gulfport     | 79,3 m  | 17     | 1995    | Erbaut |
| 9.  | 200 East Amite Street                 | Jackson      | 77,7 m  | 21     | 1975    | Erbaut |
| =   | Capitol Towers Building               | Jackson      | 77,7 m  | 19     | 1965    | Erbaut |
| 11. | Regions Bank Building                 | Jackson      | 77,4 m  | 18     | 1929    | Erbaut |
| 12. | Standard Life Building                | Jackson      | 76,2 m  | 22     | 1929    | Erbaut |
| 13. | Margaritaville Resort & Casino        | Biloxi       | 74,9 m  | 23     | 1998    | Erbaut |
| 14. | Trustmark National Bank Building      | Jackson      | 65,5 m  | 14     | 1955    | Erbaut |
| 15. | Threefoot Building                    | Meridian     | 64,4 m  | 15     | 1939    | Erbaut |
| 16. | Dr. A. H. McCoy Federal Building      | Jackson      | 61,4 m  | 15     |         | Erbaut |
| 17. | St. Dominic Ambulatory Surgery Center | Jackson      | 60,6 m  | 14     |         | Erbaut |
| 18. | Hancock Bank Building                 | Gulfport     | 60,1 m  | 14     |         | Erbaut |